# 神楽坂ゆか ファーストコンサート〜初めてだから…ね? お熱にサマーキッス〜
『神楽坂ゆか ファーストコンサート〜初めてだから…ね？お熱にサマーキッス♥〜』は、神楽坂ゆかの1枚目の田村ゆかりライブ会場限定Blu-ray。神楽坂ゆかの映像作品としては1作目。2015年2月14日にキングレコードから発売された。

## 概要
2014年8月27日に中野サンプラザで開催された「神楽坂ゆか ファーストコンサート〜初めてだから…ね？お熱にサマーキッス♥〜」のファーストコンサート千秋楽夜公演の模様を収録。また、特典映像として2013年9月16日に横浜アリーナで開催された「田村ゆかり LOVE ♥ LIVE 2013 Autumn *Caramel Ribbon*」の前座映像と、ファーストコンサートのメイキングも収録されている。

2月14日、15日に日本武道館で開催されたライブ「田村ゆかり LOVE♥LIVE 2015 Winter *Lantana in the Moonlight*」の会場内で限定販売された。LDサイズジャケット仕様になっている。

また、神楽坂ゆかは昭和のアイドルという設定のためか、アスペクト比は4:3になっている。

## 会場
- 東京：中野サンプラザ（2014年8月26日、27日）

## 収録内容
女豹
ときめきフォーリンラブ
MC1
♡桃色片想い♡
MC2
ラブサイン
秘密の扉から会いにきて
-企画映像『沖縄レポート〜突撃！琉球王国の財宝を探せ！(前編)〜』-
SUKI・・・っていいでしょ？
教えて ヴィヴァルディ
-企画映像『バースデーメッセージ From 田村ゆかり』-
はんぶん不思議
宵待ちの花
-企画映像『沖縄レポート〜突撃！琉球王国の財宝を探せ！(後編)〜』-
初恋
MC3
My life is great
MC4
SUN SUN サマー Touch Me ♡
１、２、の３シャイン
<アンコール>
コードレス☆照れ☆PHONE
MC5
Lovely Magic
MC6
Doki Doki ☆ π パイン
エンドクレジット

### 映像特典
◆「*Caramel Ribbon*オープニングアクト　神楽坂ゆか」（2013年9月16日 横浜アリーナ）
-企画映像『神楽坂ゆか、誕生』-
1.ときめきフォーリンラブ
2.初恋
MC1
3.女豹
MC2
4.SUKI・・・っていいでしょ？
◆「神楽坂ゆか ファーストコンサート〜初めてだから…ね？お熱にサマーキッス♡〜-思い出の日記帳-」